# Lhommeia lucicolor
Lhommeia lucicolor är en fjärilsart som beskrevs av Dixey 1893. Lhommeia lucicolor ingår i släktet Lhommeia och familjen mätare. Inga underarter finns listade i Catalogue of Life.